# Anoplonyx destructor
Anoplonyx destructor är en stekelart som beskrevs av Benson 1952. Anoplonyx destructor ingår i släktet Anoplonyx, och familjen bladsteklar. Arten är reproducerande i Sverige.